# Zamia paucijuga
Zamia paucijuga — вид голонасінних рослин класу Саговникоподібні (Cycadopsida).

## Поширення, екологія
Цей вид є ендеміком Мексики, де він поширений на заході, уздовж узбережжя Тихого океану, а також на острові Марії Клеофас. Рослини зустрічаються в наступних штатах Чьяпас, Колима, Герреро, Халіско, Мічоакан, Наяріт і Оахака. Цей вид росте в лісі, де переважають види Pinus і Quercus в сухому кліматі, де сильні сезонні дощі. Загальний тип рослинності називається низької висоти прибережні колючі кущі.